# 栗山志朗
栗山 志朗（くりやま しろう、1937年〈昭和12年〉1月23日 - ）は、日本の政治家、元岡山県備前市長（4期）。

## 来歴
岡山県出身。岡山県立備前高等学校（現岡山県立備前緑陽高等学校）卒。備前市商工会議所に入り、専務理事となる。1995年から旧備前市の市長を3期務める。2005年、備前市は日生町、吉永町と合併し、新たな備前市が発足。合併後の市長選挙に立候補したが、元日生町長の西岡憲康に敗れた。